# FAM172A
FAM172A‏ (Family with sequence similarity 172 member A) هوَ بروتين يُشَفر بواسطة جين FAM172A في الإنسان.